# Vuolip Cazajavri
Vuolip Cazajavri är en sjö i Kiruna kommun i Lappland och ingår i Kalixälvens huvudavrinningsområde. Sjön har en area på 0,187 kvadratkilometer och ligger 846,9 meter över havet.